# Helfaut
Helfaut település Franciaországban, Pas-de-Calais megyében. Lakosainak száma 1728 fő (2022. január 1.). Helfaut Blendecques, Pihem, Wizernes, Ecques, Hallines, Heuringhem és Bellinghem községekkel határos.

## Népesség
A település népességének változása:
| Lakosok száma | 1597 | 1642 | 1699 | 1697 | 1714 | 1720 | 1737 | 1732 | 1728 |
|               | 2013 | 2015 | 2016 | 2017 | 2018 | 2019 | 2020 | 2021 | 2022 |